# Phymatodes lengi
Phymatodes lengi là một loài bọ cánh cứng trong họ Cerambycidae.